# Gare de Vaidotai
 (août 2023).
Si vous disposez d'ouvrages ou d'articles de référence ou si vous connaissez des sites web de qualité traitant du thème abordé ici, merci de compléter l'article en donnant les références utiles à sa vérifiabilité et en les liant à la section « Notes et références ».
La gare de Vaidotai  (en lituanien : Vaidotų geležinkelio stotyje) est une gare ferroviaire située au village de Vaidotai (lt) sur le territoire de la Municipalité du district de Vilnius en Lituanie.

## Histoire
C'est l'un des principaux centre de marchandise du pays.

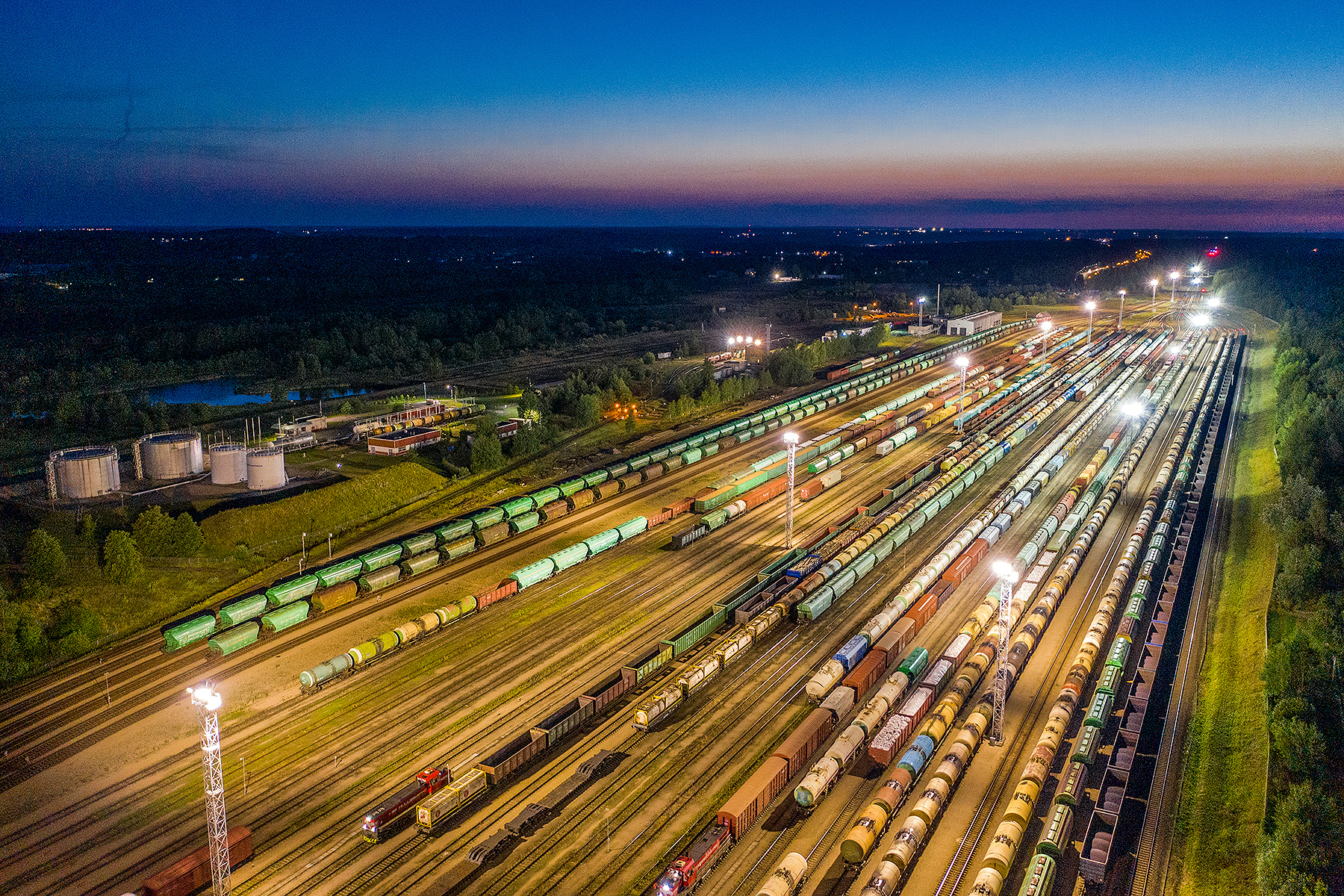
Son réseau de voies.

## Service des marchandises
C'est la principale gare marchandises de la Lituanie. Elle est connectée avec les autres gares de la ville et aussi avec le Terminal Intermodal de Vilnius.